# 487-es busz
A 487-es busz a budapesti agglomerációban közlekedő helyközi járat, Tápiószecsőt Szentlőrinckátával köti össze.
2020. augusztus 1-jétől közlekedik a 486-os buszok helyett. A járat csatlakozást biztosít a budapesti vonatokhoz.

## Megállóhelyei
Az átszállási kapcsolatok között az eltérő üzemidőben közlekedő 486-os busz nincsen feltüntetve.
| 0  | Tápiószecső, vasútállomás végállomás         | 11 | 485, 493, 494, 495, 496, 497 S60 G60 Z60 |
| 1  | Tápiószecső, községháza                      | 10 | 485, 493, 494, 496 1070, 1075            |
| 2  | Tóalmás, szeszfőzde                          | 9  | 491, 492, 496                            |
| 3  | Tóalmás, Kossuth utca                        | 8  | 491, 492, 496                            |
| 4  | Tóalmás, Rákóczi út                          | 7  | 491, 492, 496                            |
| 5  | Tóalmás, posta                               | 6  | 440, 491, 492, 496                       |
| 6  | Tóalmás, Árpád utca                          | 5  | 440, 491, 492, 496                       |
| 7  | Tóalmás, újtelep                             | 4  | 440, 491, 492, 496                       |
| 8  | Szentlőrinckáta, bejárati út                 | 3  | 491, 502, 503 1070, 1075                 |
| 9  | Szentlőrinckáta, Virág utca                  | 2  | 491, 502, 503                            |
| 10 | Szentlőrinckáta, posta                       | 1  | 491, 502, 503                            |
| 11 | Szentlőrinckáta, autóbusz-forduló végállomás | 0  | 491, 502, 503                            |